# Mesabolivar xingu
Mesabolivar xingu là một loài nhện trong họ Pholcidae. Loài này được phát hiện ở Brasil.